# بلدة أوجليز (مقاطعة بولدينغ)
بلدة أوجليز هي واحدة من اثني عشر بلدة في مقاطعة بولدينج، أوهايو، الولايات المتحدة. وجد تعداد عام 2000 أن هناك 1535 شخصًا في البلدة.

## الاسم والتاريخ
على مستوى الولاية، تقع بلدة أوجليز الأخرى الوحيدة في مقاطعة ألين.

## روابط خارجية
- موقع المقاطعة